# 下り物
下り物（おりもの）とは、女性の膣口から、性交中以外の時期に出てくる粘液や組織片などの総称。こしけ、帯下（たいげ）とも呼ばれる。内部生殖器官で発生あるいは分泌される。なお、性交中の時期に出てくる粘液などについては膣分泌液を参照のこと。生理的なものと病的なものとがある。一般に、平仮名で表記される。

## 概念
膣分泌液、子宮膣部びらんからの分泌物、子宮頚管粘液などからなり、膣内を乾燥から守り、細菌やウイルスなどの進入を防ぐ働きがあるとされる。
下り物の発生に関して病気を心配する女性もいるが、健康な女性にも下り物はあり（量や性状、また下り物の排出に対する感受性には個人差があり、ほとんど意識しない女性もいれば、正常な範囲内であってもかなり気にする女性もいる）、以下に記述されるような病的な様態でない限り、特に心配はいらない。
病的な下り物を、その発生した部位によって膣帯下、子宮帯下、卵管帯下、外陰帯下と分類し、またその性状によって血性帯下、膿性帯下、白色帯下、液状帯下に分類する。

## 状態
体調などにより量は変化する。細菌やウイルスなどに感染した時や、排卵前後、月経が近づく時期は増量しやすい。思春期の初潮発生時は初潮の数ヶ月前より下り物が増大し、後に初潮に至る。健康な状態だと、透明-白濁-黄色の粘液である。下着に付くと変色する場合もある。甘酸っぱい臭いがする場合もあるが（膣内に常在する乳酸菌の働きなどによる）、強い刺激臭というほどでなければ正常の範囲内である。
病的に特徴的な帯下としてカンジダ性膣炎による白色凝乳様（チーズや酒粕に似る）のもの、トリコモナス膣炎による灰白色泡沫状のものがある。細菌感染や腫瘍性疾患があると膿性帯下となり、白色でも細菌感染によっては悪臭を発するものもあり、ホルモン産生卵巣腫瘍では透明の液状帯下が大量に出るなど、普段から下り物の観察には留意するといいだろう。

## 状態の変化
短期的には生理周期や体調や性的刺激によって変化する。また、個人差もあるため、他の人との比較はあまり意味がない。一般には、子宮頚管粘液の増加により排卵期に多くなる場合が多い。
自分との長期的な比較で著しく変化した場合、月経でもないのに血が混じる場合、強い刺激臭や腐敗臭がするようになった場合は、病気の可能性があるため注意を要する。下り物について異常を感じた場合は、速やかに医師に相談するのが望ましい。

## 処置
通常は身体を清潔にするなど、特段の処置をする人は少ない。
量が多い場合など下着への付着が気になる場合はおりものシートを使用する。思春期の初潮発生時は前述通り初潮の数ヶ月前より下り物が増大するため、生理処理用品よりおりものシートを使い始める方が数ヶ月早い事例が多い。乳房の成長がTannerの分類で第2段階（ステップ1）から第3段階（ステップ2）に移行すると、下り物と初潮が近いうちに生じるようになるため、ステップ2用のジュニアブラ着用と共におりものシート・生理処理用品・サニタリーショーツの準備が必要となる。